# Juliana Machado
Juliana José Machado (født 6. november 1994 i Luanda, Angola) er en kvindelig angolansk håndboldspiller som spiller for Primeiro de Agosto og Angolas kvindehåndboldlandshold.
Hun deltog ved VM 2015 i Danmark og Sommer-OL 2016 i Rio de Janeiro, hvor Angola blev nummer 8 i turneringen.